# Ла-Весп'єр-Фріардель
Ла-Весп'єр-Фріардель (фр. La Vespière-Friardel) — муніципалітет у Франції, у регіоні Нижня Нормандія, департамент Кальвадос. Ла-Весп'єр-Фріардель утворено 1 січня 2016 року шляхом злиття муніципалітетів Фріардель i Ла-Весп'єр. Адміністративним центром муніципалітету є Ла-Весп'єр. Населення — 1181 особа (01.01.2021).